# Bloch MB.210
Le Bloch MB.210 est un bombardier moyen bimoteur français de l'entre-deux-guerres. De construction entièrement métallique, c’est le premier avion mis en service dans l’Armée de l'air française équipé d’un train d'atterrissage escamotable. Totalement dépassé techniquement, il constituait pourtant l'équipement de base des unités de bombardement françaises au début de la Seconde Guerre mondiale.

## Un bombardier-torpilleur pour la Marine
En 1932 l’Aéronautique navale française émit un cahier des charges pour un bombardier-torpilleur lourd, pour lequel la Société des avions Marcel Bloch lança sur fonds propres une étude. Le projet portait sur un monoplan à aile basse cantilever entièrement métallique utilisant un fuselage similaire à celui du MB.200 : quatre longerons en cornière soutenus par des cadres et un revêtement en tôle, raidi par des lisses extérieures en U. Cet appareil reposait sur un train fixe doté d’un carénage pantalon.
Deux prototypes furent mis en chantier à Courbevoie. Transféré à Villacoublay le 27 juillet 1934, le MB.210-01 effectua son premier vol le 24 novembre 1934 piloté par André Curvale assisté du mécanicien navigant d'essais Armand Raimbeau. Il était équipé de deux moteurs Gnome & Rhône 14 Kdrs/grs de 760 ch. Dès les premiers essais il s’avéra nécessaire d’accroitre la surface de la dérive. Il retourna donc en atelier en décembre 1934, recevant au passage une tourelle à l’avant. Les essais militaires débutèrent le 14 février et le 13 mai l’avion gagnait Cazaux pour les essais d’armes. L’Aéronautique navale n’ayant pas l’utilisation d’un avion terrestre, elle demanda la transformation du prototype en hydravion, modification qui fut effectuée à Marignane, où le premier vol en configuration hydravion fut réalisé en janvier 1936. Livré à la CEPA le 26 février 1936, le prototype se révéla vite lent et surtout doté d’une autonomie insuffisante pour ce type d’appareil. Une commande portant sur huit MB.218, notifiée à la SNCASO en 1937, fut finalement annulée et le prototype affecté à la base de Saint-Raphaël jusqu’en 1940 avec le code SR-25, puisqu’il avait été acheté par la Marine. Il fut utilisé par le Centre d'essais du matériel aérien (CEMA) pour divers essais de torpilles.

## Récupéré par l'Armée de l'air
L’Armée de l’air, qui avait suivi de près le programme, estima au vu des premiers essais du MB.210-01 que ce bimoteur était supérieur au MB.200 qui commençait tout juste à entrer en service. Elle passa donc commande de 80 appareils en septembre et octobre 1935 au titre du Plan I et le second prototype mis en chantier à Courbevoie, fut adapté aux besoins de l’Air : il reçut en particulier un train d’atterrissage escamotable se relevant vers l’avant et des moteurs Gnome & Rhône 14 Kirs/jrs dans des nacelles plus profondes, équipés d’un démarreur électrique et entrainant des hélices à pas variable. L’armement défensif comportait trois tourelles (avant, dorsale et ventrale) équipées de mitrailleuses MAC-34 de 7,5 mm, l’empennage à nouveau modifié et le dièdre des panneaux extérieurs de voilure augmenté. Entièrement fermé, le poste de pilotage dispose d’une double commande côte à côte, d’un équipement de vol sans visibilité, d’un poste de radio-goniométrie.
Devenu MB.210 no 1 malgré ses nombreuses différences le distinguant du MB-210-01, il effectua son premier vol le 12 décembre 1935 et entra au CEMA le 27 janvier 1936.

## Versions

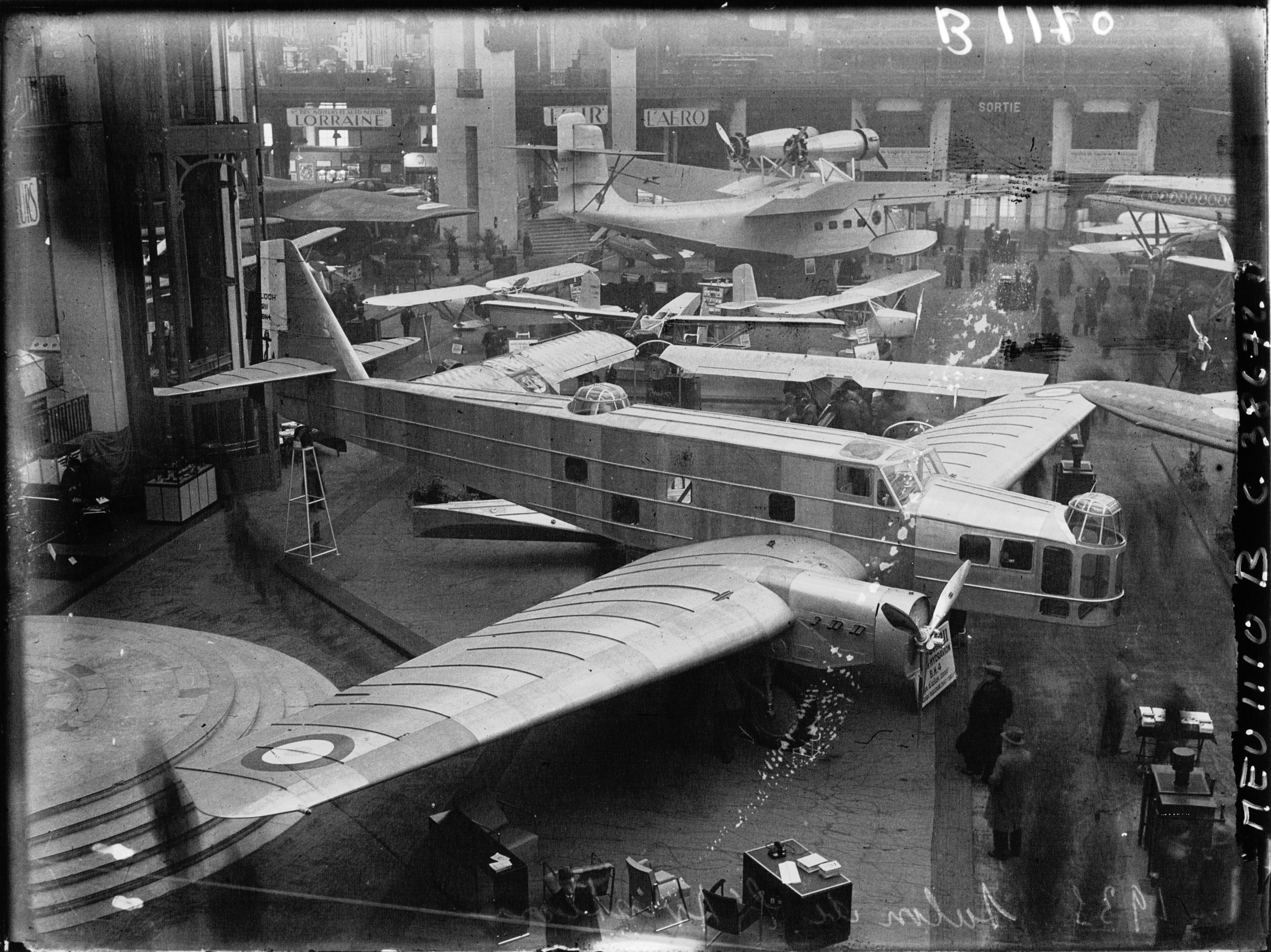
Le Bloch MB.211 au Salon de l'aéronautique de novembre 1934.

- Bloch MB.210 : 257 MB.210 furent commandés par l’État français au titre de divers marchés passés entre 1935 et 1937 à plusieurs avionneurs. Les premiers appareils sortirent en configuration BN4 (Bombardier de nuit quadriplace) mais à partir du no 51, sorti de l’usine Hanriot de Bourges en novembre 1936, tous les Bloch 210 furent livrés en configuration BN5 (Bombardier de nuit 5 places), décision ayant été prise en mars 1936 d’ajouter un mitrailleur. Le dernier appareil (no 257) effectua son premier vol, toujours à Bourges, le 19 mars 1939. S’ajoutent 24 appareils commandés par la Roumanie et quelques exemplaires construits chez Hanriot pour l’Espagne républicaine.
- Bloch MB.211 : En novembre 1934 la Société des avions Marcel Bloch présenta au Salon de l’aéronautique un prototype équipé de moteurs Hispano-Suiza 12Ybrs-1 de 860 ch portant les marques de l’aéronautique navale et le nom de baptême « Verdun[1] ». Transféré à Villacoublay le 8 décembre 1934, il effectua son premier vol le 29 août 1935 mais resta sans suite.
- Bloch MB.212 : Resté propriété du constructeur, le MB.211 abandonna ses moteurs en ligne pour des moteurs en étoile Hispano-Suiza 14AA 00/01 de 940 ch. Il fut essayé en vol en juillet 1936 puis comparé au MB.210 no 87 qui prit l’air en décembre 1937 avec des Renault 14T 2/3 de 1 000 ch. Le programme des moteurs 14 cylindres de 1 000 ch fut un échec et ces deux motorisations restèrent sans suite, d’autant que le faible entr’axe des moteurs ne permettait par le montage d’hélices de plus grand diamètre qui auraient permis de tirer parti du surcroît de puissance, comme le démontra l’ingénieur Marcel Riffard.
- Bloch MB.218 : Désignation attribuée à la version hydravion torpilleur du MB.210-01. Huit appareils commandés puis annulés par la Marine française.

## Utilisateurs
- Allemagne nazie : 37 MB.210 saisis fin 1942 en Zone Sud.
- Bulgarie : 6 MB.210 saisis par les Allemands après l’occupation de la Zone Sud furent cédés à la Bulgarie, mais on ignore le sort réservé à ces appareils.
- Seconde République espagnole : Sous-traitant une partie des commandes de MB.210 destinés à l’Armée de l’Air, Hanriot a également construit quelques exemplaires destinés aux Forces aériennes de la République espagnole. Un seul exemplaire a été livré avec certitude, convoyé en vol par Lionel de Marmier le 26 août 1936 et utilisé par l’Escadrille internationale d’André Malraux. Trois autres exemplaires furent livrés en caisse fin octobre 1936.
- France : 253 MB.210 livrés. Les premières commandes furent passées en septembre et octobre 1935, soit avant même le premier vol de l’appareil, notifiées à la Société des avions Marcel Bloch (25 exemplaires), Potez-CAMS (25 exemplaires) et Hanriot (30 exemplaires)[3]. En 1936 Renault obtint une commande pour 35 appareils, A.N.F. Les Mureaux se vit commander 20 bimoteurs et Breguet 16, Potez-CAMS se vit notifier 10 exemplaires supplémentaires et Hanriot 20. En 1937 les dernières commandes furent accordées aux Sociétés nationales : SNCASO, SNCAO et SNCAC.
- Roumanie : 24 appareils commandés. Les trois premiers quittèrent Étampes le 4 juin 1937, la livraison de 10 exemplaires seulement étant confirmée avant l’été 1938. Il semble cependant que 20 exemplaires au total aient bien été livrés.

## En service dans l'armée de l'air française
En septembre 1939, le Bloch MB.210 équipait douze groupes de bombardement de l'Armée de l'air française. Au moment de la campagne de France en 1940, ces escadrons étaient en pleine réorganisation due au retrait de ces avions obsolètes. Jusqu'à l'armistice du 22 juin 1940, les Bloch MB.210 furent encore utilisés pour le bombardement de nuit puis repliés en Afrique du Nord.
La mise en service de ces bimoteurs fut laborieuse. Les premiers appareils de série furent livrés en septembre 1936 au GB II/21. Quatre nouveaux groupes furent transformés en 1937 (GB II/21, II/19, I/12 et II/12), mais les accidents se multiplièrent : plusieurs appareils s’écrasèrent au décollage à la suite de problèmes de surchauffe de moteur, ou à l’atterrissage, les équipages maitrisant mal l’utilisation des hélices à pas variable et se présentant trop vite. Qualifiés comme les MB.200 de cercueils volants par une certaine presse, les MB.210 furent interdits de vol du 24/09/37 au 04/03/38, alors que 145 exemplaires avaient été livrés. Finalement re-motorisés avec des Gnome et Rhône 14N 10/11 puis N 20/21, l’appareil se révéla sain, et 100 exemplaires supplémentaires furent livrés en 1938, permettant le rééquipement des GB II/23 et I/51. Déjà dépassé, c’est pourtant cet appareil qui allait composer l’ossature du bombardement français à la Mobilisation, 238 exemplaires équipant 12 des 33 groupes de bombardement.
Malgré l’arrivée des premiers LeO-451 en septembre 1939, puis des Amiot 351/354 et Douglas DB-7 en avril 1940, deux groupes, les GB I/21, II/21 et I/23 utilisent toujours de MB.210 en première ligne début mai 1940. Utilisés de jour comme de nuit, ces bimoteurs participèrent donc aux opérations, bombardant divers objectifs le long du Rhin, en Belgique puis en France. 19 furent perdus en opérations (5 abattus et 9 réformés en raison de dommages au combat, 2 sur accident et 3 victimes de bombardements allemands). Le 17 mai les GB I/21 et II/21 reçurent l’ordre de se replier en Afrique du Nord, avant d’être dissous durant l’été 1940.
Les appareils retirés de première ligne ayant été versés aux écoles, en particulier au centre de formation des bombardiers de Toulouse, ou stockés dans divers parcs de matériel, on en dénombrait 120 MB.210 en zone sud et 20 en Afrique du Nord à la cessation des hostilités. Ces appareils auraient dû être détruits en vertu des accords d’Armistice, mais quelques exemplaires furent remis en état de vol et affectés à l’école de Salon-de-Provence pour former des navigateurs. 37 furent saisis par les Allemands en novembre 1942, dont 6 cédés à la Bulgarie.
Le détail des groupes de bombardement ayant utilisé le MB.210 est le suivant : 
- GB I/11 : Ce groupe (escadrilles BR 29 et BR 123) abandonna en octobre 1938 à Toulouse ses Bloch MB.200 pour des MB.210, avant de passer à Istres début 1939 et de recevoir ses premiers LeO.45 en mars 1940.
- GB II/11 : Ce groupe (escadrilles BR 44 et F 465) abandonna en octobre 1938 à Toulouse ses Bloch MB.200 pour des MB.210, avant de passer à Istres début 1939 et de recevoir ses premiers LeO.45 en mars 1940.
- GB I/12 : Stationné à Reims-Courcy depuis 1927, les escadrilles BR 107 et BR 126 abandonnèrent leurs Bloch MB.200 début 1937 pour des MB.210, avant de passer sur LeO.45 en septembre 1939.
- GB II/12 : Stationné à Reims-Courcy depuis 1927, les escadrilles BR 205 et BR 134 abandonnèrent leurs Bloch MB.200 début 1937 pour des MB.210, avant de passer sur LeO.45 en septembre 1939.
- GB I/19 : Début avril 1935 le troisième groupe de la 21e escadre de bombardement (escadrilles BR 121 et F119) quitta Nancy pour Bordeaux-Mérignac, devenant 1er groupe de la 19e escadre de bombardement avec une dotation mixte de Potez 540 et Amiot 143 en attendant de recevoir ses MB.210 courant 1937. Ce groupe fut transformé sur Douglas DB-7 en avril 1940.
- GB II/19 : Constitué à Bordeaux-Mérignac le 1er avril 1937 à partir d’un groupe de reconnaissance autonome (escadrilles SAL 28 et SPA 79) équipé de Potez 540, le II/19 reçut ses premiers MB.210 en 1937 et fut transformé sur Douglas DB-7 en avril 1940.
- GB I/21 : Stationnées à Nancy depuis juillet 1930, les escadrilles F 25 et VB 114 furent transférées à Bordeaux-Mérignac en avril 1937 pour y recevoir leurs premiers Bloch 210. Après une campagne de tir en AFN entre janvier et mai 1939, le groupe rejoignit Chambry en juin 1939, puis La Ferté-Gaucher en septembre, et Avord du 21 décembre au 1er janvier. Transféré à Avignon-Châteaublanc en janvier 1940 avec une dotation mixte de MB.200 et MB.210, le groupe regagna La Ferté-Gaucher le 18 mai 1940 après transformation sur Amiot 354 mais conserva quelques Bloch 210 jusque début juin. Le MB.210 no 194 est endommagé à La Ferté-Gaucher par un bombardement allemand le 24 mai.
- GB II/21 : Les escadrilles F 110 et F 118 abandonnèrent courant 1938 leurs Bloch MB.200 à Bordeaux pour des MB.210 avant d’effectuer une campagne de tirs en AFN entre janvier et mai 1939. Stationné à Athies-sous-Laon fin août 1939, le groupe passa à Nangis le 20 septembre puis rejoignit le I/21 à Avord de décembre à janvier 1940. Transféré à Avignon-Châteaublanc en janvier 1940, il commença sa transformation sur Amiot 354 mais n’abandonna ses derniers MB.210 qu’en juin à La Ferté-Gaucher, où le bombardement allemand du 24 mai détruisit le MB.210 no 104. Le no 14 fut encore abattu par la flak dans la nuit du 25 au 26 mai à Pommiers.
- GB I/23 : Abandonnant à Toulouse en avril 1938 ses Bloch MB.200 pour des MB.210, ce groupe (escadrilles BR 127 et BR 128) passa à Istres en septembre 1939 avant d’être converti sur LeO.451 en février 1940.
- GB II/23 : Comme le I/23 ce groupe (escadrilles BR 66 et BR 129) stationné à Toulouse sur Bloch MB.200 fut transformé sur MB.210 en avril 1938 puis LeO.451 en mars 1940.
- GB II/31 :C’est à Tours que le 2e groupe (escadrilles BR 226 et SAL 56) de la 31e Escadre de Bombardement reçut en 1938 ses premiers MB.210, puis en mai 1939 des Bloch MB.200 cédés par le GB I/31 en cours de transformation sur LeO.45. En décembre 1939 le II/31 se trouvait replié à Lézignan, toujours sur Bloch. Il passa à Chartres le 21 mai 1940, partiellement converti sur LeO.45, conservant quelques MB.210, puis à Til-Châtel et Dole-Tavaux avant de se replier sur Arles le 16 juin 1940. Stationné à Istres le 27 juin 1940, il fut dissous le 25 août suivant.
- GB I/51 : Héritier des traditions du 31e RAO de Tours (SPA BI 42 et SAL 39), ce groupe abandonna en 1939 ses Potez 542 pour des MB.210, remplacés mi-décembre 1939 par des Potez 63.11 en attendant l’arrivée des premiers Breguet Br.691/693.
- GB II/51 : Comme le I/51 ce groupe (SAL 4 et SAL 41) a utilisé quelques MB.210 en 1939 en attendant l’arrivée des Breguet Br.691/693.